# Commissaire à la langue française

Logo du Commissaire à la langue française.

Le Commissaire à la langue française est un poste de la fonction publique du Québec qui a pour mission de s'assurer de la vitalité et de la pérennité du français, en tant que langue commune du Québec. Le poste est instauré par la Loi sur la langue officielle et commune du Québec, le français en 2022, et le premier titulaire, Benoît Dubreuil, est entré en fonction le 1er mars 2023.
Il est l'une des six personnes désignées par l'Assemblée nationale. Il est nommé sur proposition du premier ministre du Québec, approuvée par les deux tiers des membres de l'Assemblée nationale du Québec pour un mandat de sept ans, sans possibilité de renouvellement. À la fin de son mandat, il demeure en fonction jusqu'à son remplacement.

## Mission
Selon le site Web officiel du Commissaire, ce dernier s'assure notamment de sa mission en surveillant : 
- l'évolution de la situation linguistique au Québec ;
- le respect des droits fondamentaux conférés par la Charte de la langue française ;
- l'exécution des obligations prévues par la Charte, dont celles des institutions parlementaires ;
- la mise en œuvre des dispositions de la Charte par le ministre de la Langue française, l'Office québécois de la langue française et Francisation Québec[3].

Enfin, pour arriver à son objectif, il doit fournir à l'Assemblée nationale du Québec, au gouvernement du Québec ou au ministre de la Langue française des rapports, des avis et des recommandations.